# 잠 (밴드)
잠(Zzzaam)는 대한민국의 슈게이징 그룹이다. 밴드는 1997년 결성되었으며, 현재까지 낮잠 (2000), Requiem #1 (2002), 거울놀이 (2004)까지 총 3개의 정규 음반을 발매했다.

## 음반 목록

### 정규 음반
- 낮잠 (2000)
- Requiem #1 (2002)
- 거울놀이 (2004)